# 575 Renate
Renate (asteroide 575) é um asteroide da cintura principal com um diâmetro de 21,26 quilómetros, a 2,2332609 UA. Possui uma excentricidade de 0,1263093 e um período orbital de 1 492,67 dias (4,09 anos).
Renate tem uma velocidade orbital média de 18,62952914 km/s e uma inclinação de 15,01405º.
Este asteroide foi descoberto em 19 de Setembro de 1905 por Max Wolf.